# Acanthophoenix rubra
Acanthophoenix rubra é uma palmeira endêmica nas Ilhas Maurício, porém em perigo crítico, pois dela pode ser apreciado o palmito. É conhecida também como palma de Barbel.